# Marina Procopie
Marina Procopie (n. 8 iunie 1959 – d. 6 iulie 2018) a fost o actriță română de teatru și film.

## Biografie
S-a născut în 1959, în București. A absolvit în 1984 Institutul de Artă Teatrală și Cinematografică „I. L. Caragiale” din București, Facultatea de Teatru, secția actorie. Între anii 1984 și 1990 a fost actriță a Teatrului de Nord din Satu Mare, iar din 1990 a Teatrului „Ion Creangă” din București.

## Decesul
Marina Procopie a fost diagnosticată în 2008 cu o afecțiune neoplazică. A încetat din viață la vârsta de 59 de ani, pe 6 Iulie 2018, si a fost inmormantata in cimitirul Sf. Vineri din București.  

## Roluri în teatru
- Cum se cuceresc femeile de Woody Allen, 1985
- Simple coincidențe de Paul Everac, 1987
- Trandafirii roșii de Zaharia Bârsan, 1990

## Filmografie
- Cucerirea Angliei (1982)
- Prea cald pentru luna mai (1984)
- Adela (1985)
- Colierul de turcoaze (1986)
- François Villon – Poetul vagabond (1987)
- Există joi? (1988)
- Orient Express (2004)
- Carol I - Un destin pentru România (2009)